# 普莱西布雷城堡
普莱西布雷城堡（法語：Château du Plessis-Bourré) 是位於法國曼恩-卢瓦尔省埃屈耶的一座中世紀時期的法式城堡。普莱西布雷城堡修建於1468年至1472年期間。

## 外部連結

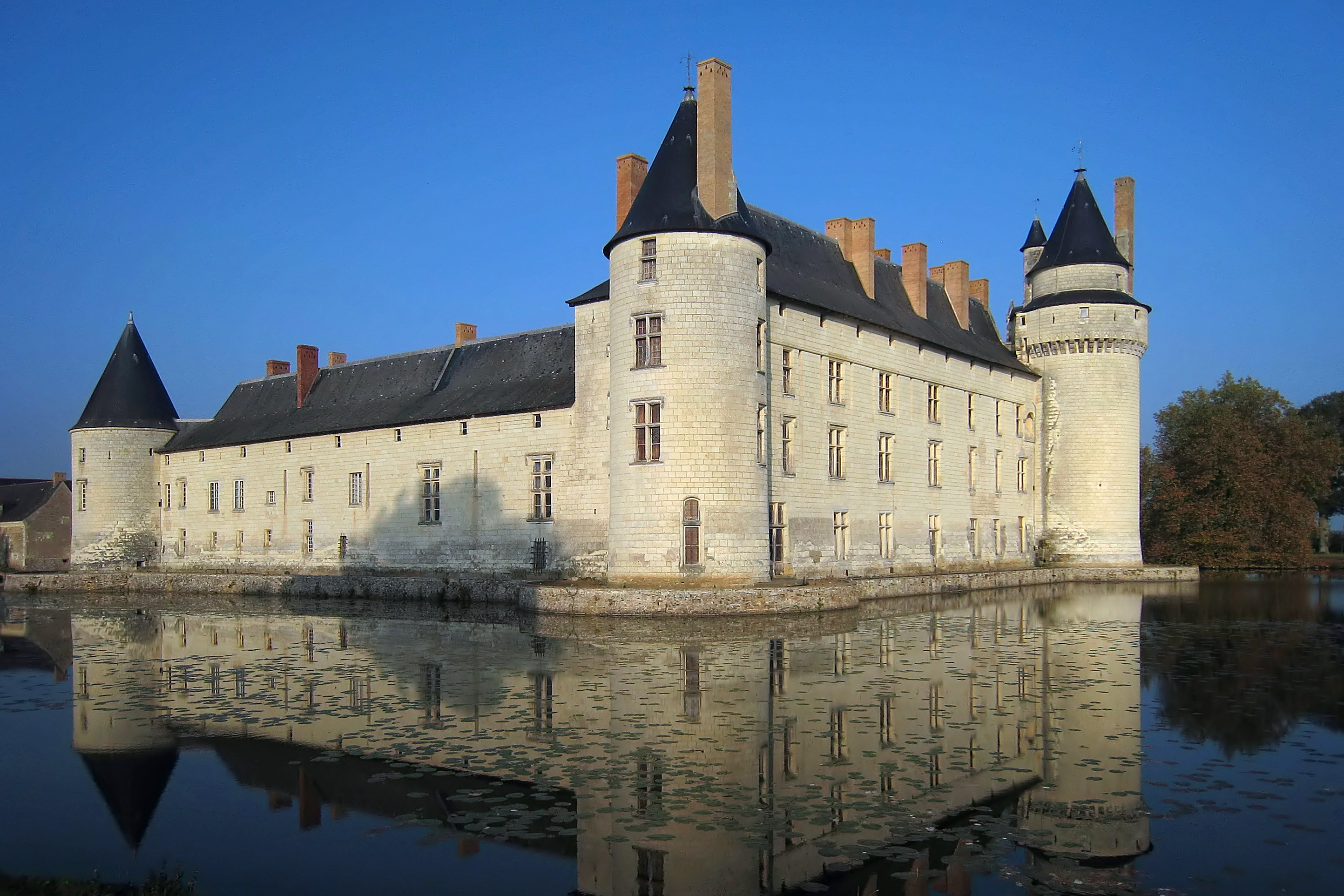
普莱西布雷城堡

- Château du Plessis-Bourré （页面存档备份，存于） - official site

47°36′04″N 0°32′40″W / 47.6010°N 0.5444°W